# Бокоч Олег Степанович
Оле́г Степа́нович Бо́коч (нар. 29 листопада 1994 — 12 травня 2018) — молодший сержант Збройних сил України, учасник російсько-української війни.

## Життєпис
Народився 1994 року в селі Миколаївка (Кобеляцький район, Полтавська область); 2011-го закінчив Бродщинську загальноосвітню школу I—II ступенів, у 2016 році — Полтавський базовий медичний коледж, за спеціальністю фельдшер. Під час навчання в коледжі брав участь у художній самодіяльності, неодноразово був переможцем обласного конкурсу «Студентська весна». Певний час працював у Полтавській обласній клінічній лікарні імені М. В. Скліфосовського.
З 27 квітня 2016 року проходив військову службу за контрактом, пройшов підготовку у 199-му навчальному центрі ВДВ. Молодший сержант, фельдшер 2-ї десантно-штурмової роти роти 13-го батальйону 95-ї бригади. У зоні боїв був близько року.
12 травня 2018-го під вечір у часі відбиття атаки противника на позиції у промзоні Авдіївки, намагаючись витягти пораненого із зони обстрілу, зазнав важкого осколкового поранення голови, несумісного з життям.
16 травня 2018 року похований на Центральному кладовищі міста Кобеляки.
Без Олега лишилися батьки і брат.

## Нагороди та вшанування
- указом Президента України № 239/2018 від 23 серпня 2018 року «за особисту мужність і самовіддані дії, виявлені у захисті державного суверенітету та територіальної цілісності України, зразкового виконання військового обов'язку» — нагороджений орденом «За мужність» III ступеня (посмертно)[1]